# Большая Еловка (приток Ика)
Большая Еловка — река в России, протекает в Новосибирской области. Устье реки находится в 41 км по правому берегу реки Ик. Длина реки — 15 км. Приток — Малая Еловка.
На реке находились хутора Добровольский, Боевой, Лаптева, Большая Еловка, Колеватовский, подвергшиеся укрупнению в начале 1960-х гг. В 1990-е годы в урочище Большая Еловка производилась добыча рассыпного золота; восстановление ландшафта проведено не было.

## Данные водного реестра
По данным государственного водного реестра России относится к Верхнеобскому бассейновому округу, водохозяйственный участок реки — Обь от города Барнаул до Новосибирского гидроузла, без реки Чумыш, речной подбассейн реки — бассейны притоков (Верхней) Оби до впадения Томи. Речной бассейн реки — (Верхняя) Обь до впадения Иртыша.